# Міжнародний комітет історичних наук
Міжнародний комітет історичних наук (МКІН) – неурядова організація, створена для налагодження співпраці істориків з різних держав світу. Головною формою діяльності комітету є проведення кожні п'ять років міжнар. конгресів істор. наук (див. Міжнародні конгреси істориків ). МКІН заснований на установчому засіданні в Женеві (Швейцарія) 14 травня 1926 згідно з ухвалою 5-го Міжнар. конгресу істор. наук від 15 квітня 1923.
Складається з представників нац. комітетів істориків, які репрезентують істор. дослідні установи своїх країн, а також міжнарод. асоціації, комітети, товариства, ін. об'єднання, що спеціалізуються на вивченні різних галузей істор. знань. МКІН може утворювати внутр. комісії, яким доручається організація окремих наук. проектів. До Бюро МКІН входять президент, 1-й та 2-й віце-президенти, 6 членів, ген. секретар і скарбник. Ген. асамблея МКІН проводиться в рамках конгресів і один раз у проміжку між конгресами. МКІН видає щорічний інформаційний бюлетень. У кожному його номері друкуються статут МКІН, короткі протоколи засідань Ген. асамблеї і бюро за минулий рік, інформація про склад та діяльність нац. комітетів істориків і про кер-во міжнар. асоціацій і комітетів, а також про проведені й заплановані конгреси. 1926–97 був видавцем Міжнар. бібліографії істор. наук, яку від 1993 публікує видавництво К.-Г.Заура (Мюнхен, Німеччина) незалежно від комітету. 1929 МКІН ухвалив прийняти до свого складу представника України, але це місце було привласнене делегацією СРСР. 1942–43 ген. секретар МКІН М.Лерітьє опублікував франц. мовою у бюлетені МКІН працю М.Грушевського "Київське князівство в середніх віках" (уже по смерті вченого). Ген. асамблея в Монреалі (Канада) 1995 прийняла ухвалу про відновлення членства України в МКІН, членом якого з того часу є голова Українського національного комітету істориків.
Президентами МКІН були: 1926–33 – Г.Кут (Норвегія), 1933–38 – Г.Темперлей (Велика Британія), 1939–47 – В.Леланд (США), 1947–50 – Г.Набгольц (Швеція), 1950–55 – Р.Фавтьє (Франція), 1955–60 – Ф.Шабо (Італія), 1960–63 – Г.Шмід (Австрія), 1965–70 – П.Арсен (Бельгія), 1970–71 – А.Губер (СРСР), 1972–75 – Є.Жуков (СРСР), 1975–80 – К.-Д.Ердман (ФРН), 1980–85 – О.Гейштор (Польща), 1985–90 – Е. де ла Торре Вілліар (Мексика), 1990–95 – Т.Баркер (Велика Британія), 2000 – І.Беренд (США), 2000–05 – Ю.Кокка (ФРН), з 2005 – Л.Песет (Іспанія). Секретаріат від 1926 до 2000 постійно діяв у Парижі (Франція), де працювали ген. секретарі: М.Лерітьє (1926–46), Ш.Моразе (1948–50), М.Франсуа (1950–75), Е.Арвейлер (1975–90), Ф.Бедаріда (1990–2000), з 2000 ген. секретарем став Ж.-К.Робер (Монреаль, Канада). Скарбником обирається представник Швейцарії; від 1955 він має офіс у Лозанні (Швейцарія).
Станом на 2008 до МКІН належать 54 нац. комітети і 29 міжнарод. організацій. Це, зокрема, міжнар. асоціації досліджень Пд.-Сх. Європи, сучасної історії Європи, історії права та інституцій, екон. студій, візантиністики, соціальної історії, міжнар. комітети історії II світ. війни, міжнар. комісії порівняльної історії держав, історії міжнар. відносин, історії Франц. революції, істор. демографії, слов'янознавства, історії парламентів, університетів, міст, історії подорожей і туризму, історії й теорії історіографії, Міжнар. федерація товариств та інститутів вивчення Ренесансу, Міжнар. федерація дослідження історії жінок, Панамериканський інститут географії та історії, Міжнар. асоціація товариств для вивчення історії євреїв, Міжнар. постійна конференція історії освіти, Товариство вивчення хрестових походів і Лат. Сходу, Міжнар. товариство історії фізичної культури і спорту, Асоціація араб. істориків, Міжнар. інститут археології, історії та історії мистецтва в Римі (Італія). При МКІН у різний час було утворено низку внутр. комісій, у т. ч. Асоціацію проти маніпуляцій історією, Асоціацію афр. істориків, Міжнар. комітет лат. палеографії, Міжнар. комітет істор. метрології, Міжнар. комісію дипломатики, Міжнар. комісію з вивчення "холодної війни", Міжнар. комісію з історії Балтики, Міжнар. асоціацію з питань ЗМІ та історії, Міжнар. комісію з питань історії журналів, Комісію з вивчення суверенітету, Товариство історії миру. Значна кількість асоціацій і внутр. комісій регулярно проводить наук. зустрічі й має власні публікації, інші – обмежуються участю в діяльності МКІН. Укр. історики не раз брали участь у наук. конференціях, організованих асоціаціями, комісіями та комітетами, що належать до МКІН або пов'язані з ним. У вересні 2007 в Любліні (Польща) і Львові проведена конференція, організована Міжнар. асоціацією порівняльного вивчення Церков.